# Gampong Pie
Gampong Pie is een bestuurslaag in het regentschap Banda Aceh van de provincie Atjeh, Indonesië. Gampong Pie telt 442 inwoners (volkstelling 2010).